# Elterlein
Elterlein település Németországban, azon belül Szászország tartományban. Lakosainak száma 2749 fő (2023. december 31.).

## Népesség
A település népességének változása:
| Lakosok száma | 2854 | 2871 | 2765 | 2766 | 2749 |
|               | 2017 | 2019 | 2021 | 2022 | 2023 |